# Saint-Paul-en-Jarez
Saint-Paul-en-Jarez – miejscowość i gmina we Francji, w regionie Owernia-Rodan-Alpy, w departamencie Loara.
Według danych na rok 1990 gminę zamieszkiwało 4179 osób, a gęstość zaludnienia wynosiła 209 osób/km² (wśród 2880 gmin regionu Rodan-Alpy Saint-Paul-en-Jarez plasuje się na 205. miejscu pod względem liczby ludności, natomiast pod względem powierzchni na miejscu 505.).